# 吉田茄矢
吉田 茄矢（よしだ かや）は、日本の小説家（ライトノベル作家）。
富士見ミステリー文庫から2005年2月に『12月の銃と少女 BAD×BUDDY』でデビュー。
同作は第4回富士見ヤングミステリー大賞の最終選考候補作品である。1巻の著者紹介に「ドジッ娘美少女作家」と書かれていたことから、「ネコのおと」内ではその設定が膨らまされている。
ミステリー要素を低めに取り入れたハードボイルドやサスペンスを執筆していた。

## 作品リスト

### 小説
BAD×BUDDY（イラスト：深山和香）
- 12月の銃と少女
- サウス・ギャング・コネクション
- BAD×BUDDY(短編)（ファンタジアバトルロイヤル掲載分）

ヒドラ HYDRA（イラスト：武若丸)
- ヒドラ HYDRA 1巻
- ヒドラ HYDRA 2巻
- ヒドラ HYDRA(短編)前後編（ドラゴンマガジン掲載）

ネコのおと リレーノベル・ラブバージョン
- 共著のリレー小説。（作中に吉田茄矢ほか作家勢が登場人物として扱われている。メタフィクション作）